# Grądy (gmina Małkinia Górna)
Grądy – wieś sołecka w Polsce, położona w województwie mazowieckim, w powiecie ostrowskim, w gminie Małkinia Górna.
| SIMC    | Nazwa     | Rodzaj    |
| ------- | --------- | --------- |
| 0514294 | Chmielnik | część wsi |
| 0514302 | Nakło     | część wsi |

W latach 1975–1998 miejscowość należała administracyjnie do województwa ostrołęckiego.
Wierni Kościoła rzymskokatolickiego należą do parafii Trójcy Przenajświętszej i św. Anny w Prostyni.